# (13208) Fraschetti
(13208) Fraschetti (1997 GA38) – planetoida z pasa głównego asteroid okrążająca Słońce w ciągu 3,86 lat w średniej odległości 2,46 j.a. Odkryta 5 kwietnia 1997 roku.